# Dailuaine
Dailuaine [dejl-juejn] je skotská palírna společnosti United Distillers & Vintners nacházející se ve vesnici Carron poblíž města Aberlour v hrabství Banffshire, jež vyrábí skotskou sladovou whisky.

## Historie
Palírna byla založena v roce 1852 a produkuje čistou sladovou whisky. Tato palírna je postavena z mohutných kamenných kvádrů. První přestavby se palírna dočkala v roce 1917, kdy ji postihl požár. Za zmínku ještě stojí, že palírna mívala vlastní lokomotivu zvanou mopsl (dnes stojí před palírnou Aberfeldy) Produkuje whisky značky Dailuaine, což je 16letá whisky s obsahem alkoholu 43%. Velká část se používá na míchání s ostatními whisky. Tato whisky má velmi silnou chuť po sherry, což přehlušuje ostatní chutě.